# Mohammad Kazemi
Mohammad Kazemi (em persa: محمد کاظمی;‎ Semnã, 11 de julho de 1961 – Teerã, 15 de junho de 2025) era um oficial da inteligência iraniana e general de brigada do Corpo de Guardas da Revolução Islâmica. Ele serviu como comandante da Organização de Inteligência da Guarda Revolucionária de 2022 até sua morte em 2025, quando foi morto durante os ataques israelenses ao Irã em junho de 2025.

## Vida e carreira
Mohammad Kazemi nasceu em 11 de julho de 1961.
Mohammad Kazemi atuou como chefe da Organização de Proteção de Inteligência do Corpo de Guardas da Revolução Islâmica, uma agência de contra-espionagem, pelo menos desde 2013.
Ele foi nomeado chefe da inteligência em junho de 2022, substituindo Hossein Taeb. Sua patente era de general de brigada.
De acordo com a base de dados Spreading Justice, como chefe dos serviços secretos, Kazemi foi “diretamente responsável por violações dos direitos humanos contra todos os cidadãos iranianos de várias etnias, religiões, orientações, profissões e opiniões políticas”.
Kazemi foi sancionado pelo Reino Unido em outubro de 2024, juntamente com outras figuras do governo iraniano, como Abdolrahim Mousavi, Comandante-em-chefe do Exército da República Islâmica do Irã.

## Morte
Kazemi e seu vice, Hassan Mohaghegh, foram mortos em 15 de junho de 2025 durante os ataques israelenses ao Irã. Sua morte foi anunciada pelo primeiro-ministro israelense Benjamin Netanyahu e posteriormente confirmada pela agência de notícias iraniana Tasnim. Anteriormente, a mídia iraniana havia noticiado que Kazemi e Mohaghegh ficaram soterrados sob os escombros após um ataque aéreo a um prédio da Organização de Inteligência da Guarda Revolucionária em Teerã.